# التهاب الشغاف للوفلر
التهاب شغاف القلب للوفلر (بالإنجليزية: Loeffler endocarditis)‏ هو شكل من أشكال أمراض القلب يتميز بقلب متيبس يعمل بشكل سيء ناجم عن تسلل خلايا الدم البيضاء إلى القلب المعروفة باسم الحمضات. اعتلال عضلة القلب المقيد هو مرض يصيب عضلة القلب وينتج عنه ضعف في الملء الانبساطي لبطينات القلب، أي غرف القلب الكبيرة التي تضخ الدم في الدورة الدموية الرئوية أو الجهازية. الانبساط هو جزء من دورة انقباض القلب الذي يمتلئ فيه القلب بالدم الوريدي بعد التفريغ الذي حصل خلال انقباضه السابق.
وصف نوع معين من تلف القلب قائم على الحمضات لأول مرة من قبل الطبيب السويسري فيلهلم لوفلر في عام 1936. كما وصف في البداية، يتجلى الاضطراب في شكل اعتلال عضلة القلب المقيد، أي تضخم وتقلص في القلب بشكل ضعيف تم اختراقه بالحمضات وأظهر استبدال خلايا القلب بنسيج ضام ليفي صلب.
يُنظر الآن إلى التهاب شغاف القلب للوفلر على أنه أحد مظاهر التهاب عضلة القلب الحمضي، وهو اضطراب ينطوي على تسلل الحمضات إلى الطبقة العضلية للقلب ما يؤدي إلى ثلاث مراحل سريرية تقدمية. تتضمن المرحلة الأولى التهابًا حادًا وموتًا لاحقًا لخلايا عضلة القلب. تسود هذه المرحلة علامات وأعراض متلازمة الشريان التاجي الحادة مثل الذبحة الصدرية والنوبات القلبية وفشل القلب الاحتقاني. في المرحلة الثانية، يشكل شغاف القلب (أي الجدار الداخلي) جلطات دموية تنفجر ثم تنتقل عبر الشرايين المختلفة وتسدها؛ قد تهيمن مرحلة التخثر هذه على العرض التقديمي الأولي لدى بعض الأفراد. المرحلة الثالثة هي المرحلة الليفية، أي التهاب بطانة القلب اللولبي، حيث يحل التندب محل أنسجة عضلة القلب التالفة لتسبب ضعف القلب و/أو مرض صمام القلب. تشير المنشورات الحديثة بشكل شائع إلى التهاب الشغاف اللوفلي كمصطلح تاريخي للمرحلة الثالثة من التهاب عضلة القلب الأيوزيني.

## العلامات والأعراض
تميل علامات وأعراض التهاب الشغاف اللولبي إلى عكس الاضطرابات الكامنة العديدة المسببة لخلل وظيفة الحمضات بالإضافة إلى معدلات تفاقم الضرر القلبي المتفاوتة على نطاق واسع. قبل اكتشاف الأعراض القلبية، قد يعاني الأفراد من أعراض نزلات البرد أو الربو أو التهاب الأنف أو الشرى أو اضطرابات الحساسية الأخرى. تشمل المظاهر القلبية الحالات التي تهدد الحياة مثل الصدمة القلبية أو الموت المفاجئ بسبب نظم القلب غير الطبيعي. ومع ذلك، فإن العلامات والأعراض القلبية للاضطراب الأكثر شيوعًا هي نفسها التي تظهر في أشكال أخرى من اعتلال عضلة القلب: عدم انتظام ضربات القلب للرجفان البطيني الذي يُنظر إليه على أنه نبض غير منتظم ومعدل ضربات القلب، وعدم انتظام ضربات القلب الأخرى، وأعراض عدم انتظام ضربات القلب مثل مثل خفقان الصدر، والدوخة، والإغماء. وأعراض قصور القلب مثل التعب والوذمة، أي تورم الأطراف السفلية وضيق التنفس.
عثر على فرط الأيوزينيات (أي أن تعداد الحمضات في الدم يصل إلى 1500 لكل ميكروليتر أو أكثر) أو -وهو أقل شيوعًا- فرط الحمضات (التي تزيد عن 500 ولكن أقل من 1500 لكل ميكروليتر) توجد في الغالبية العظمى من الحالات وهي أدلة قيمة تشير إلى هذا بدلًا من الأنواع الأخرى من اعتلال عضلة القلب. ومع ذلك، قد لا يحدث ارتفاع في تعداد الحمضات في الدم خلال المرحلة المبكرة من الاضطراب. تشير النتائج المعملية الأخرى الأقل تحديدًا إلى وجود اضطراب في القلب ولكن ليس بالضرورة التهاب عضلة القلب اليوزيني. وتشمل هذه الارتفاعات في علامات الدم للالتهاب الجهازي (مثل البروتين التفاعلي C، ومعدل ترسيب كرات الدم الحمراء) وإصابة القلب (مثل الكرياتين كيناز، التروبونين)؛ والتخطيط الكهربائي للقلب غير الطبيعي (معظمها شذوذ في موجة ST الجزء-T).

## طريقة تطور المرض
تشمل الحالات الحمضية التي قد تحدث في التهاب الشغاف للوفلر (بالإضافة إلى المراحل الأخرى من التهاب عضلة القلب الحمضي) الأولي والثانوي الحمضات أو فرط اليوزينيات. فرط اليوزينيات الأولي أو فرط اليوزينيات (أي الاضطرابات التي يبدو أن الحمضات فيها مرض جوهريًا) التي تؤدي إلى التهاب بطانة القلب اللولبي هي فرط اليوزينيات النسيلي، وابيضاض الأيوزينيات المزمن، ومتلازمة فرط الأيوزينيات. تشمل الأسباب الثانوية (أي الاضطرابات التي تؤدي فيها الأمراض الأخرى إلى اختلال وظيفي في الحمضات) أمراض الحساسية وأمراض المناعة الذاتية؛ العدوى بسبب بعض الديدان الطفيلية، والطفيليات، والفيروسات؛ الاضطرابات الدموية الخبيثة والسابقة للسرطان المرتبطة بشكل شائع بفرط اليوزينيات أو فرط اليوزينيات؛ وردود الفعل السلبية على الأدوية المختلفة.
يتطور الاضطراب بسبب تغلغل الحمضات في أنسجة القلب. هذا يؤدي إلى سماكة تليفية لأجزاء القلب (على غرار تليف عضلة القلب) وصمامات القلب. نتيجة لذلك، يصبح القلب صلبًا وضعيف الانقباض بينما قد تصبح صمامات القلب متضيقة أو غير كافية، أي تقل قدرتها على الفتح أو الإغلاق على التوالي. قد يصاب القلب التالف أيضًا بالخثرات الجدارية، أي الجلطات التي تقع على جدران البطين، وتميل إلى الانكسار وتدفق الشرايين وتسدها؛ غالبًا ما تسبق هذه الحالة المرحلة الليفية من التهاب عضلة القلب اليوزيني وتسمى المرحلة التخثرية. 